# 660-talet f.Kr.

## Händelser
- 669 f.Kr. – Assurbanipal efterträder sin far Esarhaddon som kung av Assyrien.
- 668 f.Kr.
  - Shamash-shum-ukin (son till Esarhaddon) blir kung av Babylon.
  - Egypten gör uppror mot Assyrien.
  - Assyriens huvudstad Nineveh blir världens största stad, när den går om Thebe i Egypten (detta är en uppskattning, vars grund finns här).
- 667 f.Kr.
  - Byzantion grundas av kolonisatörer från Megara (traditionellt datum).
  - Assyrien erövrar Egypten.
- 664 f.Kr.
  - Det första kända sjöslaget i grekisk historia utkämpas mellan Korinth och Corcyra.
  - Assurbanipal erövrar och plundrar Thebe.
  - Psammetikus I efterträder Necho I som kung av Nedre Egypten.
  - Taharqa utnämner sin brorson Tantamani till sin efterträdare som härskare av Övre Egypten.
- 660 f.Kr.
  - 11 februari – Kejsar Jimmu grundar Japan (traditionellt datum) [1].
  - Från detta år härrör det första kända användandet av demotisk skrift.
  - Psammetikus I driver ut assyrierna ur Egypten.

## Födda
- 665 f.Kr. – Phraortes, kung av Medina.

## Avlidna
- 668 f.Kr. – Esarhaddon, kung av Assyrien.
- 664 f.Kr. – Necho I, farao av Egypten.
- 663 f.Kr. – Taharqa, farao av Egypten.

### Fotnoter
1. ↑  Det hände i dag